# کورلوفو
شهر کورلوفو (به روسی: Курлово) در کشور روسیه و در اوبلاست ولادیمیر واقع شده‌است.